# Umberto Colombo
Umberto Colombo (Como, 1933. május 21. – 2021. október 26.) válogatott olasz labdarúgó, fedezet.

## Pályafutása

### Klubcsapatban
1950 és 1952 között a Juventus játékosa volt, de bajnoki mérkőzésen nem szerepelt a csapatban. 1952 és 1954 között a Monza labdarúgója volt. 1954 és 1961 között ismét a Juventus játékosa lett és 173 bajnoki mérkőzésen 22 gólt szerzett. Három bajnoki címet és két olaszkupa-győzelmet ért el a csapattal. 1961 és 1966 között az Atalanta együttesében szerepelt, ahol 1963-ban olaszkupa-győztes lett. 1966–67-ben a Verona csapatában fejezte be az aktív labdarúgást.

### A válogatottban
1959–60-ban három alkalommal szerepelt az olasz válogatottban.

## Sikerei, díjai
Juventus
- Olasz bajnokság (Serie A)
  - bajnok (3): 1957–58, 1959–60, 1960–61
- Olasz kupa (Coppa Italia)
  - győztes (2): 1959, 1960

 Atalanta
- Olasz kupa (Coppa Italia)
  - győztes: 1963

## Statisztika

### Mérkőzései a válogatottban
| Olaszország | Olaszország        | Olaszország              | Olaszország   | Olaszország | Olaszország  | Olaszország | Olaszország | Olaszország |
| #           | Dátum              | Helyszín                 | Hazai         | Eredmény    | Vendég       | Kiírás      | Gólok       | Esemény     |
| ----------- | ------------------ | ------------------------ | ------------- | ----------- | ------------ | ----------- | ----------- | ----------- |
| 1.          | 1959. november 29. | Firenze, Stadio Comunale | Olaszország   | 1 – 1       | Magyarország | Európa-kupa | -           |             |
| 2.          | 1960. január 6.    | Nápoly, Stadio San Paolo | Olaszország   | 3 – 0       | Svájc        | Európa-kupa | -           |             |
| 3.          | 1960. március 13.  | Barcelona, Camp Nou      | Spanyolország | 3 – 1       | Olaszország  | barátságos  | -           |             |
|             | Összesen           |                          |               | 3           | mérkőzés     |             | 0           | gól         |